# Aida Shtino
Aida Shtino (* 30. Dezember 1970 in Gjirokastra) ist eine albanische Journalistin und Fernsehmoderatorin.

## Leben und Wirken
Sie hatte 2005 die Idee zur Sendung Njerëz të humbur, die sie bis 2008 beim Privatsender Telenorba Shqiptare (heute ABC News) und danach bis 2014 bei TV Klan moderierte.
Aida Shtino hat Literaturwissenschaften an der Universität Tirana studiert und arbeitete mehrere Jahre im benachbarten Griechenland als Journalistin und Moderatorin, unter anderem beim griechischen Gegenstück von Njerëz të humbur, Fos sto Tounel beim Athener Sender TV Alter.
2006 gründete sie zudem eine Stiftung für vermisste Menschen mit dem gleichen Namen wie die Sendung. Bei der Stiftung wurden nur zwischen 2005 und 2008 etwa 3000 Fälle gemeldet.